# Перконкрустс

Обложка пропагандистской брошюры «Перконкрустса» от 1933 года

«Пе́рконкрустс» (латыш. Pērkonkrusts; Громовой крест) — латышская националистическая и антисемитская организация с нацистской идеологией, существовавшая в 1934—1935 годы.

## Предпосылки формирования
Протофашистские организации появились в Латвии с 1920 года, первой из них был Латышский национальный клуб (латыш. Latvju nacionālais klubs). В том же году была основана радикально-националистическая молодёжная организация Национальный молодёжный союз латышей (латыш. Latviešu nacionālā jaunatnes savienība). Эта организация привлекала в свои ряды «фронтовое поколение» — молодёжь, участвовавшую в Боях за независимость и желавшую вознаграждения за свои жертвы через лидирующую роль в государстве. Среди лидеров были Индрикис Поне, Янис Штельмахерс и Густавс Целминьш — двое последних создали свои национал-социалистические партии в начале 1930-х годов. Уже в самом начале Штельмахер выражал антисемитские взгляды — недовольство тем, что евреи занимают места в Латвийском университете.
В начале 1922 года молодёжный союз уже превратился в сплоченную организацию и попробовал свои силы, атаковав первомайскую демонстрацию социал-демократов в Риге. Это привлекло внимание и новый приток молодежи в организацию. В свою очередь, Латышский национальный клуб попробовал расширить ряды, ища поддержки у университетских студентов.
В следующие два года Клуб взял на себя роль объединителя всех правых радикалов в Латвии, пропагандируя радикальный национализм, направленный против марксистов и национальных меньшинств. Те и другие считались препятствием для создания латышского национального государства. Особенно подчеркивалась вражеская роль евреев: одной из первых секций Клуба стала «Секция по борьбе с влиянием жидов» (Žīdu iespaida apkaŗošanas sekcija), целью которой было мобилизовать латвийское общество против вредного влияния евреев на культурную, политическую и особенно экономическую жизнь страны.
Получив симпатии во всей стране, в том числе в среде военных и политиков, Клуб оставался преимущественно организацией, сконцентрированной вокруг университета, продвигая антисемитские взгляды в студенческом совете и руководстве вуза. Попытка коммунистического переворота в Таллине 1 декабря 1924 года способствовала быстрой эскалации использования силы против оппонентов Клуба. После двух взрывов бомб, направленных против печатной прессы Социал-демократической партии, и смертельно опасной конфронтации с парламентским крылом этой партии власти приняли решение закрыть Клуб 18 февраля 1925 года. Однако уже в марте организация возродилась как Клуб латышских националистов (Latvju nacionālistu klubs), однако прежней организационной силы так и не обрела, оставаясь тем не менее влиятельной в идейном плане как первая националистическая организация, продвигающая фашистские идеи. Её громким публичным актом была телеграмма с поздравлениями Муссолини. Работа Клуба дала пример единства крайне правых, последователями которых стали многочисленные латышские радикально-националистические организации. В организационном плане Клуб создал прецедент для повторения, а также символику и политическую униформу — серые рубашки.

## История
В 1932 году была образована радикально-националистическая организация Объединение латышского народа «Ugunskrusts» (Огненный крест).
Уже в октябре 1932 года были проведены внутренние пропагандистские курсы на тему расового отбора.
Затем в 1933 году организация резко осудила законодательство об абортах — как «узаконенный разврат». Кроме того, частных врачей-евреев обвинили в том, что законодательство развязывает им руки в осуществлении евгеники с целью негативно повлиять на рождаемость латышей.
После запрета в 1933 году организация была переименована в Объединение латышского народа «Перконкрустс» («Громовой крест»). К 1934 году в её рядах было до 5000 человек. Большинство из них были представителями укрепляющейся латышской интеллигенции и студенческих корпораций «Леттония», «Селония», «Талавия» и других.
«Перконкрустс» в дебатах о стерилизационном законодательстве высказался за необходимость защитить таким способом «нашу расу» и в то же время не давать размножаться не только физически или умственно отсталым людям, но также преступникам и «евреям, неграм, монголам и другим подобным лицам». Лидерами в продвижении евгенических концепций организации были психиатры Э. Планис и Херманис Салтупс.
По решению Рижского окружного суда от 30 января 1934 года организация была закрыта и формально распущена, однако продолжала действовать, даже не слишком скрываясь. В окнах её штаб-квартиры на улице Бруниниеку (Ritterstrasse) красовались огромные свастики (свастика была символом военной авиации Латвии). После переворота, утвердившего диктатуру Улманиса, организацию запретили и несколько десятков членов «Перконкрустса» были осуждены к лишению свободы на разные сроки. Так, лидер организации Густавс Целминьш был осуждён на 3 года, а после отбытия наказания выслан из страны.
В 1941 году, после оккупации Латвии Германией, предпринимались попытки восстановить организацию. Однако они не были успешными, и 17 августа 1941 года «Перконкрустс» был запрещён немецкими оккупантами.Несмотря на это, активисты «Перконкруста» продолжали действовать нелегально. Они основали Институт антисемитизма в Риге, внесший большой вклад в наращивание антисемитской пропаганды. Профессор Юрис Плакис организовал семинар антисемитских исследований в Латвийском университете. Членов «Перконкрустса» активно зазывали в расстрельные команды СД, в том числе в команду Арайса. В результате они получили непропорционально большое влияние на ход Холокоста в Латвии.
Сотрудничество перконкрустовцев с нацистами выражалось не только участием в репрессиях, но и информационной работой в печатных изданиях. Рупором оккупационной власти и антисемитизма стала газета «Tēvija» (Отечество), в которой активно сотрудничали Раймондс Чакс, Паулс Ковалевскис (сменивший после войны имя на Павилс Кланс), Артурс Кродерс и Адольфc Шилде. Последний в обозрении событий в Земгале в 1942 году написал: «Оглядываясь на наиболее выдающиеся события прошлого года, мы не можем умолчать о той великой радости, которую мы чувствуем в связи с решением еврейского вопроса в нашей стране».
В стремлении уничтожить евреев у «Перконкруста» было много общего с немецким оккупационным режимом, однако его долгосрочная цель — Латвия для латышей — оставалась в повестке. Это понимали и немцы: «Они любят называть себя латышскими национал-социалистами. Но не надо забывать, что до 1940 года они со своим лозунгом „Латвия для латышей“ выступали за выдавливание из страны и евреев, и немцев», — отмечал рижский градоначальник Фридрих Трампедах 16 августа 1941 года.
После запрещения организации её члены разделились. Часть служила в зондеркомандах, часть видных деятелей сотрудничала с оккупантами. Адольф Шилде стал активным членом организации «Народная помощь» (Tautas palīdzība), которая была тесно связана с немецкими Nationalsozialistische Volkswohlfahrt и Winterhilfswerk. Пуксис возглавил коллаборационистский Департамент культуры, Андерсонс стал заместителем директора Департамента труда. Э. Плакис, Салтупс и другие работали в Департаменте здоровья. Все эти сферы были выбраны не случайно и соотносились с программными установками организации: семья, молодежь, трудоустройство, культура, евгеника. Внедрение в эти структуры было попыткой использовать нацистский оккупационный режим в собственных целях. Часть членов организации ушла в подполье.

## Идеология
Идейной основой идеологии организации «Перконкрустс» был выбран этнорасистский национализм, а определяющей целью названо создание «Латвии для латышей», в которой латыши должны стать хозяевами страны и обладать всей полнотой государственной власти. Кроме этого, сторонники «Перконкрустса» выражали антисемитские, антилиберальные и антикапиталистические взгляды, а также призывали к борьбе за расовую чистоту латышского народа. Методами работы стала конспиративная деятельность и насильственные акции, все члены организации имели псевдонимы и каждый проходил обряд инициации с принесением клятвы верности.
В программе «Перконкрустса» было требование отменить Сатверсме (конституцию) 1922 года и предоставить политические права только латышам. Кроме антисемитизма, «Угунскрустс» исповедовал также антинемецкие взгляды. Одна из статей в газете «Ugunskrusts» от 1932 года гласила:

Немцы открыто, как принято у всех арийцев, говорят, что здесь снова над латышским большинством должно править немецкое меньшинство и что они должны достичь этого даже с оружием в руках. Тут у нас открытый противник, против которого нам когда-то придётся поднять оружие… Другое дело — деятельность евреев. Они не вступают и никогда не вступят, и не могут вступить в открытый поединок.
Оригинальный текст (латыш.)Vācieši atklāti, kā tas visiem āriešiem parasts, pasaka, ka šeit atkal jāvalda vāciešu minoritātei pār latviešu mažoritāti un ka viņiem tas jāpanāk kaut arī ieročiem rokās. Te mums atklāts pretinieks, pret kuru mums būs kādreiz jāpaceļ ierocis.. Cita lieta ir ar žīdu darbību. Tie neiziet un nekad neizies, un nevar iziet atklātā cīņā.

Разворот Перконкрустса в сторону открытого нацизма можно заметить в письме Целминьша из Хельсинки, написанного в ноябре 1938 года:

…судьба евреев в Европе решится окончательно и радикально — после укрепления новой эпохи в странах Европы не останется ни одного еврея.
Оригинальный текст (латыш.)..žīdu liktenis Eiropā tiks izšķirts galīgi un radikāli - jaunam laikmetam galīgi nostiprinoties, Eiropas valstīs nebūs vairs neviena žīda

После возобновления деятельности в начале немецкой оккупации «Перконкрустс» больше не использовал свой лозунг «Латвию латышам» и повторял идеологические установки НСДАП, однако и при этом просуществовал лишь до 17 августа 1941 года.
Размышляя о том, в какой степени перконкрустовская идеология была национал-социалистической или просто ультранационалистической (с элементом антисемитизма), исследователь Уппсальского университета Мэтью Котт (Matthew Kott) цитирует Ю. Плакиса. «Только поддерживая нашу расу в чистоте, защищая и поддерживая черты и традиции нашего народа, латыши могут сохраниться как народ», — утверждает профессор, комментируя негативное влияние на Латвию «секретных организаций, контролируемых евреями». В свою очередь, лидер «Перконкрустса» Г. Целминьш, признавая, что в современную ему эпоху «чистых латышей» не существует, уверен, что их появление возможно в будущем, если нация будет тщательно очищена от иностранных элементов. Ведь её будущее зависит от успеха этого длительного и сложного процесса, к чему нужно стремиться «широко, систематически».
Таким образом, Котт опровергает тезис латвийского историка Улдиса Креслиньша, который относил к нацистам только Яниса Штельмахера — основателя Объединённой латвийской национал-социалистической партии, ликвидированной уже 1935 году, а не Целминьша, чей национализм для Креслиньша является «скорее выражением исторического, религиозного или морально-этического» аспекта. Креслиньш также считал антисемитский дискурс «Перконкурстса» больше символическим или абстрактным, однако в статье 1933 года «Кто такие латыши Перконкруста» ясно выражен тезис о борьбе между еврейской расой и её противниками («арийцами») за выживание. Газета «Перконкрустс» пугала читателей еврейским заговором, который в результате развязанного следующего глобального конфликта повлечет «убийство 15 миллионов арийцев, а тех, кто избежит убийства, ждёт большевизация, то есть рабство».
Ультранационалистическая пресса идентифицировала древних предков латышей, балтийских племен, с первобытными арийцами, особенно в контексте дискуссий о неоязыческой религии «Dievturība» Эрнеста Брастиньша. Брастыньш утверждал, что латыши являются прямыми потомками ариев в языке и религиозном мировоззрении, а посему на них лежит божественная миссия «обновить арийскo-латышскую религию» (atjaunot āriski latvisko reliģiju) и утвердить её в Европе. Балтийско-арийская связь обусловливает уникальный латышский характер и роль, которую латыши сыграют, их место в будущем.
«Что вы делали, пока остальные арийские народы боролись за свои права первородства на планете?» — взывала газета «Перконкрустс» (ориентированная на германский национал-социализм) в январе 1934 года.
«Внутренне расовое мировоззрение ультранационалистических сил Латвии является прямым подтверждением их национал-социалистического расизма. В центре этой концепции стоял латышский пахарь, работающий на священной земле, пропитанной кровью и потом предков. В официальной идеологии «Перконкрустса» это проявилось как курс на сохранение сельскохозяйственной экономики, с ограничением индустриализации», — считает М. Котт.

## Попытка возобновления в 1990-е
После восстановления независимости Латвии в стране была создана экстремистская группировка, перенявшая название «Перконкрустса» и цель — построение латышской Латвии. В группировке состояло двенадцать человек, она также имела сторонников среди других экстремистских и расистских организаций. Большинство участников были молодыми, плохо образованными лицами мужского пола, сферой трудовой деятельности которых были низкоквалифицированные работы (ремонт автомобильных покрышек, чистка дымовых труб и т. п.). Лидеры — Юрис Речс, Вилис Лининьш, Игорь Шишкинс. Члены группировки провели несколько уголовно наказуемых акций — например, попытались взорвать памятник освободителям Риги в ночь с 5 на 6 июня 1997 года. Во время акции погибли два взрывника. После суда над причастными к взрыву лицами (Юрис Речс, Игорь Шишкинс и другие) деятельность организации была прекращена.